# Safaga
Koordinaten: 26° 44′ N, 33° 56′ O

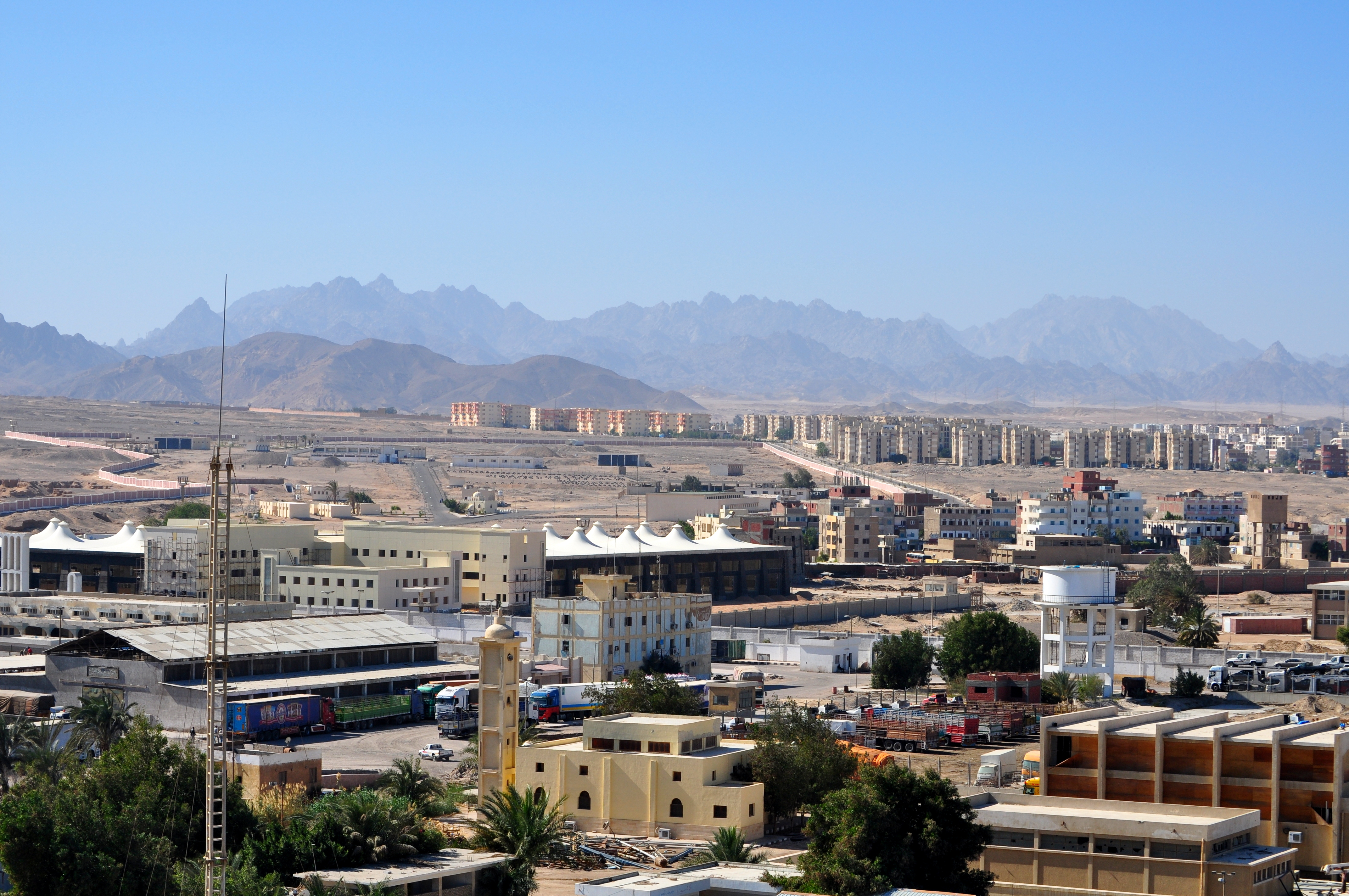
Blick über die Stadt

Safaga (arabisch سفاجا Safādschā, ägyptisch-arabisch Safāgā) ist ein ägyptischer Hafenort am Roten Meer und liegt von Hurghada 60 km in südlicher Richtung entfernt.
Der Ort erstreckt sich entlang eines Wüstenstreifens zwischen Meer und Bergen.

## Geschichte des Hafens

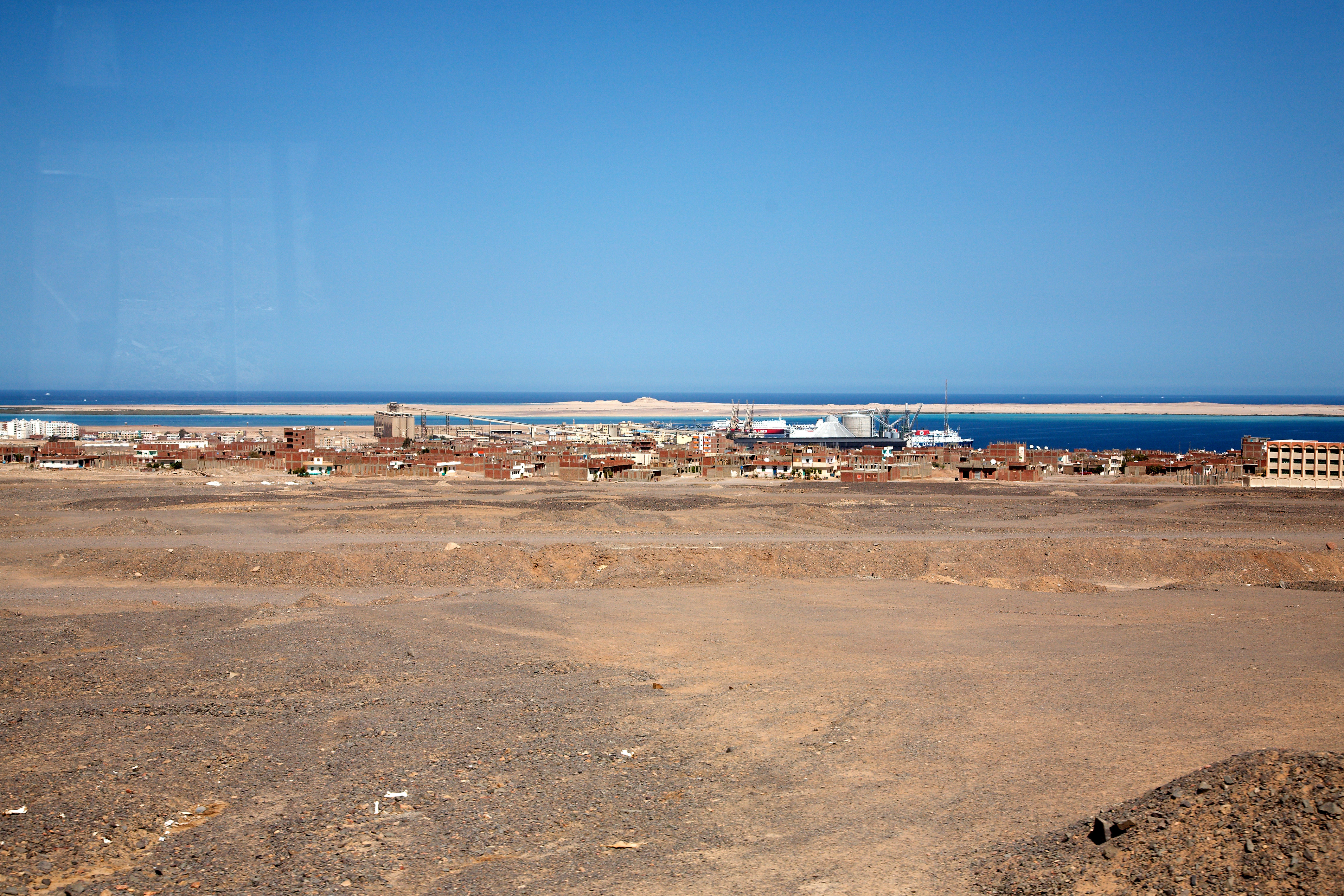
Teil des Hafens von Safaga

Hier befindet sich einer der ältesten Häfen des Roten Meeres. Er wurde bereits unter dem altägyptischen Pharao Sahure als Basis für Handel und Erforschung am Roten Meer eingerichtet. Bei der Eroberung Ägyptens 1882 erkannten die Briten auch die strategische Bedeutung Safagas, die durch die Entdeckung ergiebiger Phosphatminen in den nahen Bergen noch verstärkt wurde. Die Bedeutung stieg ab 1911 durch den ausgiebigen (extensiven) Abbau aufgrund massiver Investitionen italienischer Geschäftsleute.
Während des Zweiten Weltkriegs wurde der Hafen von den Alliierten genutzt. Ein Relikt aus dieser Zeit ist ein Wrack, das 1944 bei deutschen Fliegerangriffen versenkt wurde. Mit 25 bis 34 m Tiefgang können den Hafen auch größere Schiffe anlaufen. Heute ist er Hauptstützpunkt der ägyptischen Marine für Patrouillen im Südosten des Landes. Zudem dient er als Ausgangspunkt für Pilgerfahrten (Haddsch) nach Saudi-Arabien (Mekka), dem Export von Aluminium und Import von Weizen. Entsprechend wird der Ort durch einen Umschlag- und Industriekomplex dominiert und hat außer einigen außerhalb liegenden Resorts dem Touristen keine besonderen Sehenswürdigkeiten zu bieten.

## Tourismus

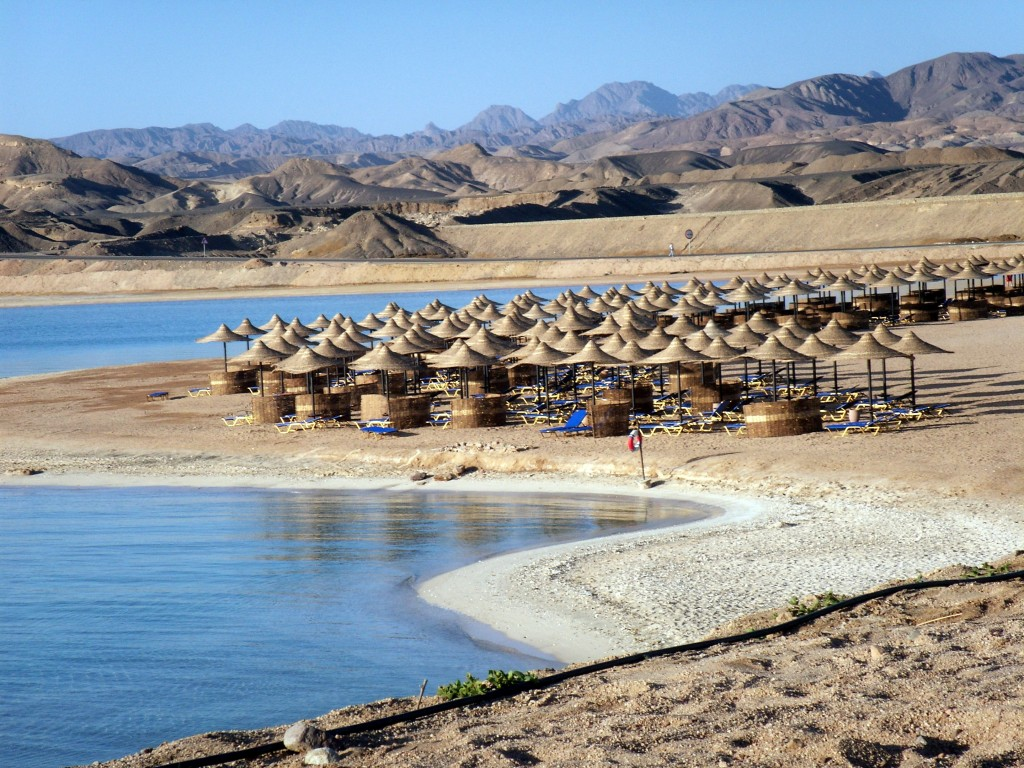
Küste 32 km südlich bei Kalawy Bay.

Bei einer Weiterfahrt über die Umgehungsstraße um den eigentlichen Ort gelangt man damit an den Treffpunkt für die den Touristen vorgeschriebenen Konvois in das Niltal.
Die schwarzen Sandstrände weisen natürliche radioaktive Isotope an Uran, Thorium und Kalium auf. Die Touristenzeitschrift Red Sea Bulletin schreibt dazu „..in harmless concentrations..“ (10/11 2005, S. 71) und empfiehlt den salz- und mineralhaltigen Sand gegen Schuppenflechte (Psoriasis), Bronchitis, Rheumatismus und diverse Allergien. Es wird berichtet, dass sich schon die pharaonische Königin Hatschepsut jährlich zu Kuren eingefunden hat.
In und um den Ort gibt es einige Luxus-Anlagen wie Soma Bay, Makadi Bay, Kalawy Bay und al-Qusair, die von Tauchern, Surfern, Golfern und Badegästen besucht werden. Vor der Küste liegen mehrere Korallenriffe – wie vor Hurghada – und das Wrack der Salem Express, die von mehreren Tauchbasen angefahren werden.

## Archäologie
Der Hafen des alten Pharaonenreiches ist bereits 4000 Jahre alt. Forscher der Universitäten Boston und Neapel fanden im Jahr 2006 am Roten Meer südlich der ägyptischen Stadt Safaga in fünf Höhlen Überreste von Tauen sowie Planken, die für das Beladen der Boote benutzt wurden; außerdem Reste einer Kiste mit der Aufschrift Wunder des Landes Punt mit dem nicht vollständig erhaltenen Namen von Amenemhet III., was die Altertümerverwaltung in Kairo als weiteren Beweis wertet, dass die Ägypter zur Zeit der Pharaonen auch Seehandel mit Punt betrieben hatten.
Neuere Forschungsergebnisse von 2006 bestätigen, dass die alten Ägypter bereits 700 Jahre früher als bisher angenommen Schiffe bauten, und zwar hochseetüchtige Schiffe für das Rote Meer, nicht für den Gebrauch auf dem Nil. Einige Teile waren wegen seiner guten Haltbarkeit aus dem harzreichen Zedernholz des Libanons gefertigt. Manche Forscher wollen Safaga mit dem antiken Hafen Myos Hormos identifizieren.